# Elecciones federales de 2021 en Chihuahua
Las elecciones federales de 2021 en Chihuahua se llevaron a cabo el domingo 6 de junio de 2021, y en ellas se renovaron los siguientes cargos de elección popular:
- 16 diputados federales. Miembros de la cámara baja del Congreso de la Unión. Nueve elegidos por mayoría simple y siete mediante el principio de representación proporcional a partir de la lista regional por partido correspondiente a la primera circunscripción electoral. Todos ellos electos para un periodo de tres años a partir del 1 de septiembre de 2021 con la posibilidad de reelección por hasta tres periodos adicionales.

## Resultados electorales

### Diputados federales por Chihuahua

#### Diputados electos
| Candidato                    | Partido | Distrito   | Tipo de elección            |
| ---------------------------- | ------- | ---------- | --------------------------- |
| Daniel Murguía Lardizábal    |         | Distrito 1 | Mayoría relativa            |
| Maité Vargas Meraz           |         | Distrito 2 | Mayoría relativa            |
| Lilia Aguilar Gil            |         | Distrito 3 | Mayoría relativa            |
| Daniela Álvarez Hernández    |         | Distrito 4 | Mayoría relativa            |
| Mario Mata Carrasco          |         | Distrito 5 | Mayoría relativa            |
| Laura Contreras Duarte       |         | Distrito 6 | Mayoría relativa            |
| Patricia Terrazas Baca       |         | Distrito 7 | Mayoría relativa            |
| Rocío González Alonso        |         | Distrito 8 | Mayoría relativa            |
| Ángeles Gutiérrez Valdez     |         | Distrito 9 | Mayoría relativa            |
| Rocío Reza Gallegos          |         | N/A        | Representación proporcional |
| Eliseo Compeán Fernández     |         | N/A        | Representación proporcional |
| Hiram Hernández Zetina       |         | N/A        | Representación proporcional |
| Armando Cabada Alvídrez      |         | N/A        | Representación proporcional |
| Susana Prieto Terrazas       |         | N/A        | Representación proporcional |
| Andrea Chávez Treviño        |         | N/A        | Representación proporcional |
| Jesús Roberto Briano Borunda |         | N/A        | Representación proporcional |

#### Resultados
|  | 36.12 % |

|  | 12.18 % |

|  | 1.20 % |

|  | 2.84 % |

|  | 1.86 % |

|  | 8.47 % |

|  | 29.82 % |

|  | 2.25 % |

|  | 0.72 % |

|  | 1.19 % |

|  | 3.35 % |

|  | 100 % |

##### Distrito 1: Ciudad Juárez
|  | 25.37 % |

|  | 3.21 % |

|  | 2.07 % |

|  | 7.41 % |

|  | 53.80 % |

|  | 2.29 % |

|  | 0.79 % |

|  | 1.67 % |

|  | 0.07 % |

|  | 96.69 % |

|  | 3.31 % |

|  | 36.04 % |

|  | 63.96 % |

##### Distrito 2: Ciudad Juárez
|  | 34.37 % |

|  | 8.61 % |

|  | 48.22 % |

|  | 2.56 % |

|  | 0.67 % |

|  | 1.97 % |

|  | 0.04 % |

|  | 96.45 % |

|  | 3.55 % |

|  | 39.57 % |

|  | 60.43 % |

##### Distrito 3: Ciudad Juárez
|  | 26.12 % |

|  | 7.44 % |

|  | 57.44 % |

|  | 2.71 % |

|  | 0.82 % |

|  | 1.91 % |

|  | 0.10 % |

|  | 96.54 % |

|  | 3.46 % |

|  | 34.09 % |

|  | 65.91 % |

##### Distrito 4: Ciudad Juárez
|  | 45.99 % |

|  | 6.47 % |

|  | 40.37 % |

|  | 2.02 % |

|  | 1.02 % |

|  | 1.51 % |

|  | 0.11 % |

|  | 97.49 % |

|  | 2.51 % |

|  | 45.74 % |

|  | 54.26 % |

##### Distrito 5: Delicias
|  | 59.71 % |

|  | 11.02 % |

|  | 22.29 % |

|  | 2.47 % |

|  | 0.59 % |

|  | 0.73 % |

|  | 0.03 % |

|  | 96.84 % |

|  | 3.16 % |

|  | 50.06 % |

|  | 49.94 % |

- Nota: El candidato de Redes Sociales Progresistas, Juan Ignacio Calleros Carbajal renunció a la candidatura el 28 de mayo de 2021 no habiendo sido sustituido por otro candidato.[8]

##### Distrito 6: Chihuahua
|  | 59.58 % |

|  | 5.89 % |

|  | 0.63 % |

|  | 2.03 % |

|  | 0.97 % |

|  | 5.63 % |

|  | 20.71 % |

|  | 1.38 % |

|  | 0.36 % |

|  | 0.72 % |

|  | 0.05 % |

|  | 97.95 % |

|  | 2.05 % |

|  | 56.09 % |

|  | 43.91 % |

- Nota: La candidata de Redes Sociales Progresistas, Luisa Fernanda Villalobos Félix renunció a la candidatura el 20 de mayo de 2021 no habiendo sido sustituida por otro candidato.[10]

##### Distrito 7: Cuauhtémoc
|  | 57.44 % |

|  | 7.94 % |

|  | 26.09 % |

|  | 1.93 % |

|  | 1.03 % |

|  | 0.85 % |

|  | 0.02 % |

|  | 95.29 % |

|  | 4.71 % |

|  | 48.48 % |

|  | 51.52 % |

##### Distrito 8: Chihuahua
|  | 46.44 % |

|  | 6.43 % |

|  | 1.01 % |

|  | 6.51 % |

|  | 33.68 % |

|  | 1.77 % |

|  | 0.67 % |

|  | 0.96 % |

|  | 0.05 % |

|  | 97.50 % |

|  | 2.50 % |

|  | 47.68 % |

|  | 52.32 % |

##### Distrito 9: Hidalgo del Parral
|  | 53.12 % |

|  | 15.49 % |

|  | 20.62 % |

|  | 3.68 % |

|  | 0.75 % |

|  | 1.12 % |

|  | 0.04 % |

|  | 94.82 % |

|  | 5.18 % |

|  | 59.08 % |

|  | 40.92 % |